# 实拉兰
实拉兰是砂拉越泗里街省泗里街县里的一个小村镇。实拉兰位于丽木河边，乘船一直沿着河往西走就会到达南中国海。鱼鳞甲是距离实拉兰最近的村落。从实拉兰乘车到泗里街镇有35公里，而实拉卓镇则是40公里。
村民大多从事农业种植及渔业，有一部分到村里的一家胶合板厂工作。村镇里有一间小型诊所，有两名医护人员服务。村里只有一所国民型小学，学生需要到约26公里外的政府中学继续接受中等教育。。